# Xysticus lepnevae
Xysticus lepnevae är en spindelart som beskrevs av Aleksander Stepanovich Utochkin 1968. Xysticus lepnevae ingår i släktet Xysticus och familjen krabbspindlar. Inga underarter finns listade i Catalogue of Life.